# Arquimbald VII de Borbó
Arquimbald VII de Borbó (c.1100 - 1171) va ser senyor de Borbó de 1120 fins a la seva mort. Era fill de Aimó II, senyor de Borbó, i Llúcia de Nevers, filla de Guillem II de Tonnerre.
Es va casar amb Agnès de Savoia, filla de Humbert II de Savoia, comte de Savoia, i Gisela de Borgonya. Van tenir dos fills.
- Arquimbald de Borbó, casat amb Alícia de Borgonya. Pare de Matilde I de Borbó, senyora de Borbó
- Una filla, casada amb Ebles IV, senyor de Charenton-du-Cher

Agnès de Savoia era germana d'Adelaida de Savoia, muller del rei Lluís VI de França. Les relacions entre els senyors de Borbó i el monarca van ser excel·lents i Arquimbald VII acompanyà a Lluís VII durant la Segona Croada.